# Lil Poison
Victor de Leon III plus connu sous le pseudonyme de Lil Poison, né le 6 mai 1998 à Long Island, est un joueur professionnel de E-sport connu comme étant le plus jeune joueur professionnel à seulement 6 ans. Son jeu de prédilection est Halo,,,,,.